# 刘业翔
刘业翔（1930年9月1日—1930年9月1日），湖北武汉人，有色金属冶金专家，中国工程院院士，曾任中南工业大学（现中南大学）党委书记、书记兼校长。

## 履历[1]
- 1953年，毕业于中南矿冶学院（现中南大学），获学士学位。
- 1997年，当选中国工程院院士。